# Edgar Corzo Sosa
Edgar Corzo Sosa (Cosamaloapan de Carpio, Veracruz, 4 de noviembre de 1965), es un académico y abogado mexicano. 
Investigador titular B en el Instituto de Investigaciones Jurídicas (Universidad Nacional Autónoma de México), miembro del Sistema Nacional de Investigadores nivel III, y profesor en la Facultad de Derecho de la Universidad Nacional Autónoma de México y de la Universidad Panamericana. Es miembro del Comité para la Protección de los Derechos de Todos los Trabajadores Migratorios y de sus Familiares (CMW) de la Organización de las Naciones Unidas (ONU) desde 2019.

## Formación académica
- Licenciatura en Derecho por la Universidad Nacional Autónoma de México. Generación 1984-1988.
- Especialización en Amparo en el anterior Instituto de Especialización Judicial de la Suprema Corte de Justicia de la Nación, 1987.
- Maestría en Derecho Público Comparado por la Universidad de París 1 Panthéon-Sorbonne, 1995.
- Doctorado en Derecho Constitucional por la Universidad Autónoma de Madrid, 1997.

## Perfil académico
Profesor en la licenciatura y en el Posgrado de la Facultad de Derecho de la UNAM por más de 20 años, por cerca de 10 años fue profesor en la carrera de Relaciones Internacionales de la Facultad de Ciencias Políticas y Sociales de la UNAM. Actualmente es profesor de las materias Teoría de la Constitución y Derecho Constitucional Mexicano en las Facultades de Derecho de la UNAM y de la Universidad Panamericana.
Coordinó, durante cuatro años, el Doctorado en Derecho Público organizado por el Instituto de Estudios Judiciales del Tribunal Superior de Justicia del Distrito Federal. Es integrante del Comité editorial de diversas revistas nacionales e internacionales y ha sido presidente de la Comisión Dictaminadora en el Sistema Nacional de Investigadores y en una decena más de otros Consejos, Comités y Comisiones académicas. 
Ha dirigido la investigación y apoyado en la titulación de 8 licenciados, 4 maestros y 6 doctores, lo que hace un total de 18 estudiantes graduados bajo su dirección. Actualmente dirige una tesis de licenciatura, otra de maestría y una más de doctorado; ha participado en la revisión y en exámenes de 16 doctores, 21 maestros, 20 especialistas y 8 licenciados, lo que hace un total de 65 alumnos graduados en cuyo proceso participó.
Sobresale por su importancia la creación, en julio de 1999, y posterior dirección durante 26 años, hasta ahora, de la publicación periódica Cuestiones Constitucionales Revista Mexicana de Derecho Constitucional
Ha realizado estancias de investigación en prestigiosas universidades del mundo como en el Instituto de estudios políticos de Aix-en-Provence, Francia; en la Facultad de Derecho de la Universidad de Navarra, España; en la Universidad de Sevilla, España; en la Universidad de Alcalá de Henares, España; en el Centro de Estudios Políticos y Constitucionales de España; en el Instituto Max Planck de Derecho Comparado Público y Derecho Internacional Público en Heidelberg, Alemania y en el Instituto Internacional de Derecho Humanitario, en San Remo, Italia.

## Cargos públicos
- Asesor de la Presidencia de la Suprema Corte de Justicia de la Nación, 1999-2001. Durante este tiempo realizó dictámenes para los asuntos a discutir en el Pleno y gestiones judiciales encomendadas por la Presidencia o por el Tribunal Pleno, sobresale, de manera especial, el acompañamiento hecho a la reforma constitucional de 11 de junio de 1999.
- Director general de Relaciones Internacionales del Poder Judicial de la Federación, abarcando a la Suprema Corte de Justicia de la Nación, 2001-2002.
- Secretario de Estudio y Cuenta adscrito a la Segunda Sala de la Suprema Corte de Justicia de la Nación, 2003-2005, fue comisionado por el Pleno de la Corte para realizar una estancia de seis meses en un Juzgado de Distrito y seis meses en un Tribunal Colegiado de Circuito, asimismo fue Coordinador de Ponencia.
- Quinto Visitador General de la Comisión Nacional de los Derechos Humanos, 2015-2019, en donde tuvo a su cargo los temas de protección de los derechos de las personas migrantes, de atención a periodistas y defensores de derechos humanos, y de trata de personas.

Sobresalen en este periodo las relaciones de cooperación Comisión Interamericana de Derechos Humanos, destacándose una solicitud de medidas cautelares, la asistencia a una audiencia sobre protección de derechos, la elaboración de peritajes para el mantenimiento de medidas provisionales sobre casos en territorio mexicano y un proyecto de capacitación a los visitadores de las Comisiones Estatales de Derechos Humanos y de la Comisión Nacional de los Derechos Humanos
. Un suceso de especial relevancia que ameritó toda la atención y capacidad de protección de derechos humanos fue el acompañamiento brindado de Tecunumán, Guatemala, hasta Tijuana, Baja California, a la Caravana migrante, que en 2018 transitó por México hacia los Estados Unidos, con cerca de 7,000 personas; se emitieron múltiples medidas cautelares y se realizaron innumerables gestiones a efecto de que las autoridades municipales, estatales y federales ofrecieran atención humanitaria y se respetaran sus derechos humanos, principalmente a la integridad personal y a la salud.
En el periodo se emitieron el primer informe, por una autoridad mexicana, sobre el desplazamiento forzado interno en México; el Informe sobre la situación de la trata de personas; recomendaciones generales y se brindó atención a periodistas agredidos.
- Experto Independiente del Comité de la Convención internacional sobre la protección de los derechos de todos los trabajadores migratorios y de sus familiares de la Organización de las Naciones Unidas para el periodo 2020-2023. Reelecto por la Asamblea General de las Naciones Unidas para un segundo periodo, 2024-2027.

Fungió como Presidente del Comité en el periodo 2022-2023, periodo en el que se avanzó en la elaboración de la Observación General número 6 sobre la Convergencia entre el Pacto Mundial para una Migración Segura, Ordinaria y Regular con la Convención Internacional para la Protección de los Derechos de Todos los Trabajadores Migratorios y de sus Familiares, únicos instrumentos internacionales sobre migración. 
Al mismo tiempo fue nombrado Presidente de la Reunión de las diez presidencias de los Comités de Derechos Humanos, para el periodo 2022-2023, lo que le permitió contribuir de manera importante el fortalecimiento del sistema de Comités de Derechos Humanos de la ONU.

## Publicaciones
Ha publicado ocho libros y coordinado quince más. Ha elaborado más de 40 capítulos de libros y escrito más de 40 artículos en revistas científicas y de difusión. Ha escrito 8 prólogos a libros y participado en la presentación de más de 25.
Algunas de sus publicaciones son:
- La cuestión de inconstitucionalidad, Madrid, Centro de Estudios Políticos y Constitucionales, 1998, 575 pp.
- Para entender la Constitución Política de los Estados Unidos Mexicanos, Nostra Ediciones, México, 2006, 576 pp.
- Criterios jurídicos de las recomendaciones de la Comisión Nacional de los Derechos Humanos, en coautoría con Graciela Sandoval Vargas, México, Instituto de Investigaciones Jurídicas (Universidad Nacional Autónoma de México) y Comisión Nacional de los Derechos Humanos, 2006.
- Nueva Ley de Amparo, Estudio introductorio, México, Tirant lo Blanch, 2013, p. 156.
- Medidas Provisionales de la Corte Interamericana de Derechos Humanos, México, UNAM-IIJ-Tirant lo Blanch, 2014, 125 pp.
- Entre un buen arreglo y un mal pleito. Encuesta Nacional de Justicia, que forma parte de la colección Los mexicanos vistos por sí mismos. Los grandes temas nacionales, en coautoría con Héctor Felipe Fix-Fierro y Alberto Abad Suárez Ávila, México, Instituto de Investigaciones Jurídicas de la UNAM, 2015, 224 pp.
- El papel del Estado ante la Corte Interamericana de Derechos Humanos, México, Tirant lo Blanch, 2021, 152 pp.
- La protección de los derechos humanos de las personas migrantes ante el COVID, en Tomo 7. La Década COVID en México: Derechos Humanos, de la colección La década COVID en México, los desafíos de la pandemia desde las ciencias sociales y las humanidades, México, UNAM, Coordinación de Humanidades, 2022.
- Reflexiones en torno a la propuesta del nuevo tribunal de disciplina judicial, en "La reforma de 2024 al poder judicial mexicano a la luz de las ciencias constitucionales", México, COLEX, 2024, pp. 65 a 82.

## Condecoraciones
- Premio “Felipe Tena Ramírez” edición 1991, a la mejor tesis de licenciatura en materia de derechos humanos, organizado por el Fideicomiso de Derechos Humanos, la Comisión Nacional de los Derechos Humanos, el Instituto de Investigaciones Jurídicas de la UNAM y la Escuela Libre de Derecho.
- Premio “Octavio A. Hernández” a la mejor tesis de doctorado en materia de derecho constitucional, organizado por el Instituto de Investigaciones Jurídicas de la UNAM, 1997.
- Reconocimiento por 20 años de servicio académico en la Universidad Nacional Autónoma de México, otorgado por la UNAM y el Instituto de Investigaciones Jurídicas de la UNAM, 2014.
- Reconocimiento por sus 5 años de servicio en la Comisión Nacional de los Derechos Humanos, otorgados por esta Institución, 2019.
- Reconocimiento por la donación de acervo bibliográfico para la Biblioteca de la Escuela de Estudios Superiores de Mazatepec, Universidad Autónoma del Estado de Morelos, 2021.
- Reconocimiento otorgado por el Senado de México, por su nombramiento de Presidente de los Presidentes de los Comités de Derechos Humanos de la Organización de las Naciones Unidas, 2022.